# Ньюки (фильм)
«Ньюки» (англ. Nukie) — южноафриканский кинофильм режиссёров Сиаса Одендаля и Майкла Паклеппы.

## Сюжет
Два инопланетянина Мико и Ньюки оказывается на Земле, их корабль разбился, а сами они катапультировались и оказались в различных частях планеты. Мико оказывается в США и попадает в лапы к американскому космическому агентству.
Ньюки везёт несколько больше — он приземляется в африканской саванне. Он скитается по ненаселённым землям, пока не встречается с двумя маленькими детьми, которым он помогает. Но он всё-таки надеется найти разыскать и спасти своего товарища Мико.

## В ролях
| Актёр                      | Роль  |
| -------------------------- | ----- |
| Бивен Винделл и Дэвид Фокс | Ньюки |
| Сара Браунштейн            | Мико  |

В  фильме снимались Глинис Джонс, Рональд Френс, Стив Рейлсбэк.